# 세종특별자치시의 초등학교 목록
다음은 세종특별자치시의 초등학교 목록이다.

## ㄱ
가득초등학교 ·  가락초등학교 ·  감성초등학교 ·  고운초등학교 ·  금남초등학교 ·  글벗초등학교 ·  금남초등학교

## ㄴ
나래초등학교 ·  나성초등학교 ·  늘봄초등학교

## ㄷ
다빛초등학교 · 다정초등학교 · 대평초등학교 · 도담초등학교 · 두루초등학교

## ㅁ
미르초등학교

## ㅂ
반곡초등학교 · 보람초등학교 · 부강초등학교

## ㅅ
새롬초등학교 · 새뜸초등학교 · 새빛초등학교 · 새움초등학교 · 세종도원초등학교 · 소담초등학교 · 소정초등학교 ·  수왕초등학교 ·  쌍류초등학교

## ㅇ
아름초등학교 · 양지초등학교 · 여울초등학교 · 연남초등학교 ·  연동초등학교 ·  연봉초등학교 ·  연서초등학교 ·  연세초등학교 · 연양초등학교 · 온빛초등학교 · 으뜸초등학교 · 의랑초등학교

## ㅈ
장기초등학교 ·  전동초등학교 ·  전의초등학교 ·  조치원교동초등학교 ·  조치원대동초등학교 ·  조치원명동초등학교 ·  조치원신봉초등학교 · 종촌초등학교 ·  집현초등학교

## ㅊ
참샘초등학교

## ㅎ
한결초등학교 ·  한솔초등학교 ·  해밀초등학교